# Leptocereus grantianus
Leptocereus grantianus ist eine Pflanzenart in der Gattung Leptocereus aus der Familie der Kakteengewächse (Cactaceae). Das Artepitheton grantianus ehrt den US-amerikanischen Major und Zoologen Chapman Grant.

## Beschreibung
Leptocereus grantianus wächst strauchig mit aufsteigenden, aufrechten Zweigen und erreicht Wuchshöhen von bis zu 1,5 Meter. Die zylindrischen, segmentierten Triebe erreichen Durchmesser von 3 bis 5 Zentimeter. Es sind drei bis fünf niedrige Rippen vorhanden, die auffällig gekerbt sind. Die ein bis drei nicht lange ausdauernden Dornen sind schwarz und nur 1 Millimeter lang.
Die stieltellerförmigen cremefarbenen Blüten erscheinen an endständigen Areolen und öffnen sich in der Nacht. Sie sind 3 bis 6 Zentimeter lang. Ihr Perikarpell und die Blütenröhre sind mit Schuppen und wenigen schwarzen Dornen besetzt. Die kugelförmigen Früchte weisen Durchmesser von bis zu 4 Zentimeter lang auf.

## Verbreitung, Systematik und Gefährdung
Leptocereus grantianus ist endemisch auf der zu Puerto Rico gehörenden Insel Culebra verbreitet.
Die Erstbeschreibung erfolgte 1933 durch Nathaniel Lord Britton. Ein nomenklatorisches Synonym ist Neoabbottia grantiana (Britton) Buxb. (1966).
Leptocereus grantianus wird im US Endangered Species Act als gefährdet aufgeführt. In der Roten Liste gefährdeter Arten der IUCN wird die Art als „Critically Endangered (CR)“, d. h. als vom Aussterben bedroht geführt. In der einzigen bekannten Population sind nur noch weniger als 50 Einzelpflanzen vorhanden.

## Nachweise